# 黎允莘
黎允莘（越南语：／:648，1875年—1948年），越南阮朝舉人、商人。

## 生平
黎允莘，平定省綏福縣安久社人，:648-649父親爲成泰九年丁酉科平定場舉人黎縉:552，伯父爲咸宜元年乙酉科平定場舉人黎紳，曾祖父黎尹春爲明命十八年丁酉科承天場舉人:179。維新六年（1912年），黎允莘在平定場考中舉人。根據《國朝鄉科錄》記載，黎允莘中舉時爲36歲，此外亦有網絡來源稱其生於1883年。
黎允莘曾任副榜陶潘筠創辦的平福商會的會長兼司庫，負責商會的貿易。